# شروع زندگی جدید
شروع زندگی جدید (انگلیسی: New Life Begins؛ چینی سنتی: 卿卿日常) مجموعه تلویزیونی چینی سال ۲۰۲۲ با بازی بای جینگ‌تینگ و تیان شی‌وی است. این مجموعه اقتباسی از رمان سفر در زمان به زندگی روزمره در دوران چینگ اثر نویسنده‌ای با نام مستعار دومومودو است و به کارگردانی ژائو چی‌چن و تهیه‌کنندگی لیو ون‌یانگ ساخته شده است. داستان این مجموعه دربارهٔ یین ژِنگ و لی وِی است که به‌طور تصادفی با یکدیگر آشنا می‌شوند و زندگی پر جنب‌وجوش و سرشار از اتفاقاتی غیرمنتظره را آغاز می‌کنند. این مجموعه از ۱۰ نوامبر تا ۲۳ دسامبر ۲۰۲۲ از پلتفرم آی‌چی‌یی پخش شد. سپس در ۱۷ آوریل ۲۰۲۳ با عنوان جدید بلایند دیت در شین‌چوان از شبکهٔ تی‌وی‌بی هنگ کنگ روی آنتن رفت. این مجموعه با ثبت ۱۰٫۵ هزار امتیاز در شاخص «میزان محبوبیت» آی‌چی‌یی، رکورد عبور از مرز ۱۰ هزار امتیاز را شکست.

## بازیگران
- بای جینگ‌تینگ در نقش یین ژنگ
- تیان شی‌وی در نقش لی وی
- چانگ لونگ در نقش یین چی
- فان شوای‌چی در نقش شانگ گولن جینگ